# مزرعه پسند
مزرعه پسند روستایی در دهستان سخوید بخش نیر شهرستان تفت استان یزد ایران است.
این روستا یکی از مناطق سخوید است که کمتر با مشکل کم‌آبی مواجه بوده‌است اما در ساله‌ای ۸۷ و ۸۹ خورشیدی با خشکسالی روبه‌رو شد.
قنات های مرزعه سلیم و رحمت اباد و اکبراباد سه رشته قنات اصلی روستایی مزرعه پسنده میباشد.

## جمعیت
بر پایه سرشماری عمومی نفوس و مسکن در سال ۱۳۹۵ جمعیت این روستا ۲۹ نفر (۱۰خانوار) بوده‌است.